# تازة أباد (مقاطعة ديواندرة)
تازة أباد (بالفارسية: تازه‌آباد امین) هي منطقة سكنية تقع في كردستان في إيران. يقدر عدد سكانها بـ 255 نسمة .